# Picnomon acarna
Il  cardo spino-bianco  (nome scientifico  Picnomon acarna  (L.) Cass., 1826)  è una pianta erbacea spinosa e perenne, appartenente alla famiglia delle Asteraceae.  È anche l'unica specie del genere  Picnomon Adan., 1763.

## Etimologia
Il nome italiano “cardo” è abbastanza generico in quanto nel linguaggio comune si riferisce a diversi generi e specie di piante. Tra i generi che vengono chiamati direttamente “cardo”, oppure hanno una o più specie che comunemente si chiamano con questo nome citiamo: Carduus, Carduncellus, Carlina, Centaurea, Cnicus, Cynara, Echinops, Galactites, Jurinea, Onopordum, Scolymus, Silybum, Tyrimnus, tutti della famiglia delle Asteraceae. Ma anche in altre famiglie abbiamo dei generi con delle specie che volgarmente vengono chiamate “cardi” : il genere Eryngium della famiglia delle Apiaceae o il genere Dipsacus della famiglia delle Dipsacaceae.

Il binomio scientifico della pianta di questa voce è stato proposto inizialmente da Carl von Linné (1707 – 1778) biologo e scrittore svedese, considerato il padre della moderna classificazione scientifica degli organismi viventi, perfezionato successivamente dal conte Alexandre Henri Gabriel de Cassini (1781 – 1832), botanico e naturalista francese, nella pubblicazione ”Dictionnaire des Sciences Naturelles”  del 1826.. Mentre il nome del genere è stato pubblicato per la prima volta dal botanico francese di origine scozzese Michel Adanson (1727 – 1806) nella pubblicazione ”Familles des Plantes”  del 1763.

## Descrizione

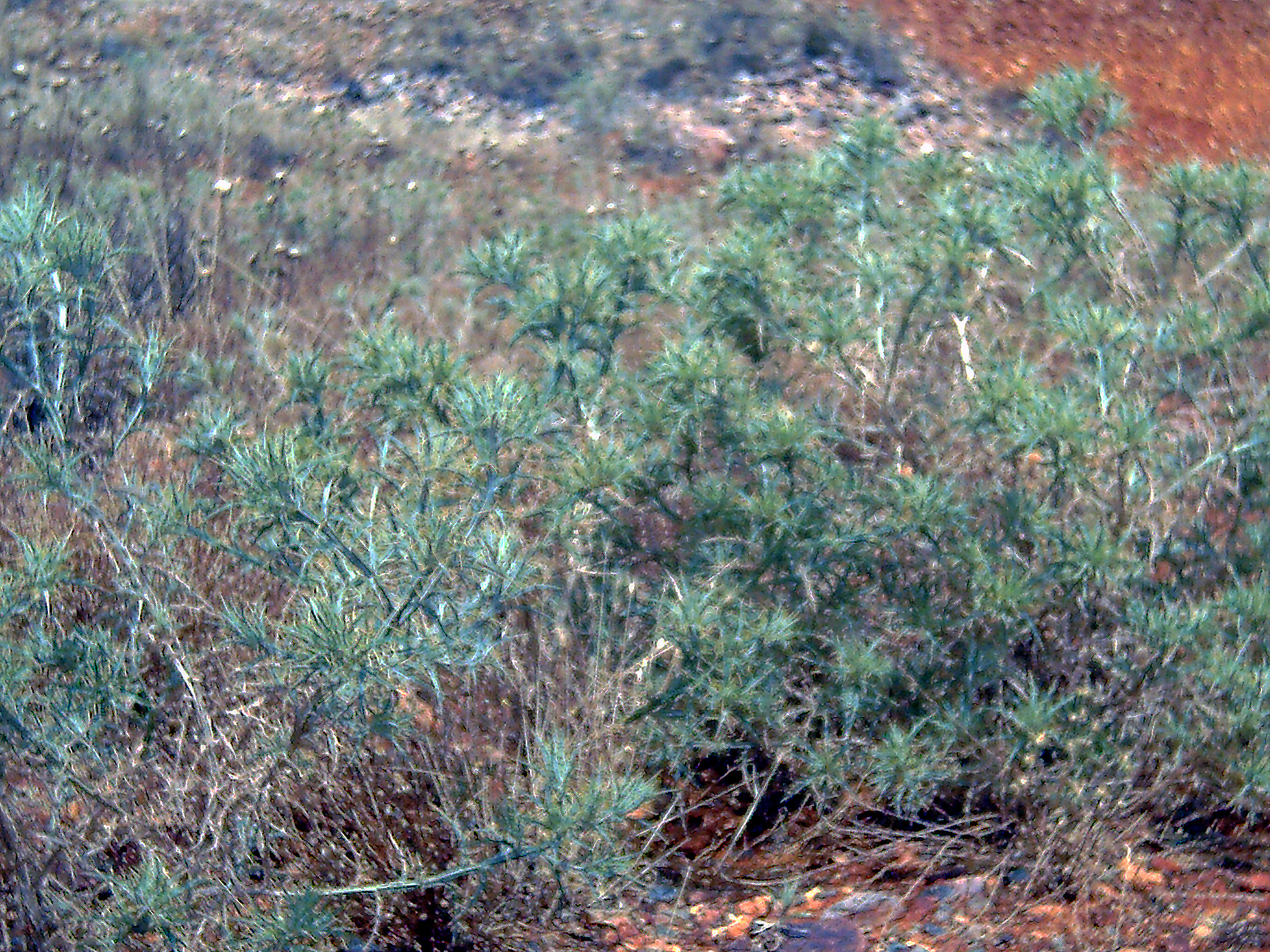
Il portamento

Questa pianta può raggiungere un'altezza di 2 – 5 dm. La forma biologica della specie è emicriptofita scaposa ("H scap"); ossia sono piante perennanti per mezzo di gemme poste al suolo e con fusto allungato ed eretto con poche foglie (non cespuglioso). È una pianta spinosa sia sulle foglie che nel fusto.

### Radici
Le radici sono di tipo secondario.

### Fusto
La parte aerea del fusto è eretta e alato-spinosa. La parte terminale è ramosa-corimbosa.

### Foglie

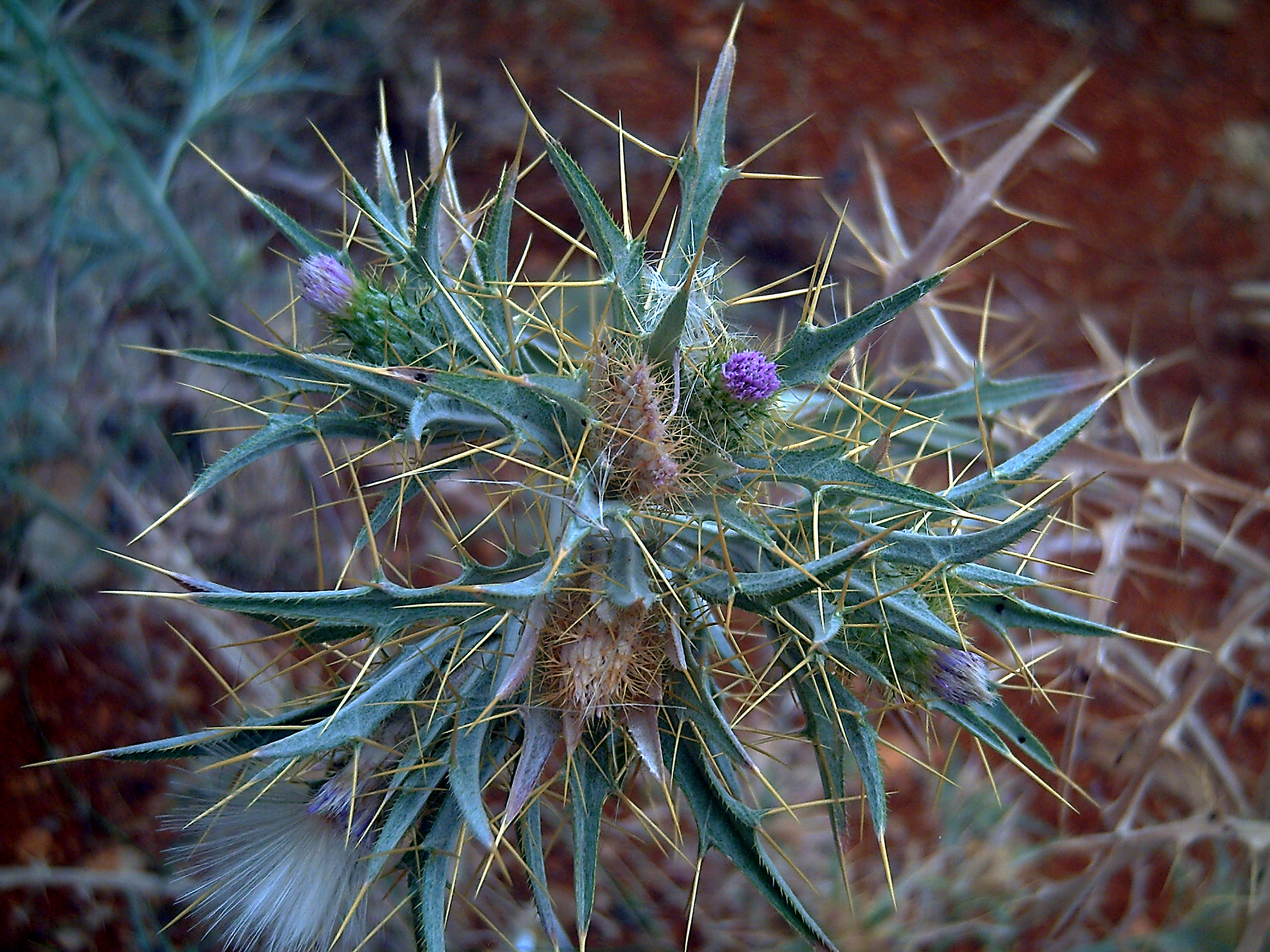
Le foglie

Le foglie hanno la lamina lineare -lanceolata di tipo dentato- pennatifida con 3 – 4 denti acuti per ogni lato terminanti con spine lunghe 5 – 12 mm. Tra i denti sono presenti dei fitti dentelli spinulosi. Dimensioni delle foglie: larghezza 1 cm; lunghezza 8 – 12 cm.

### Infiorescenza
Le infiorescenze sono formate da capolini sub-sessili o solitari o disposti in fascetti. I capolini sono superati dalle foglie bratteali molto lunghe. I fiori sono racchiusi in un involucro cilindrico formato da diverse squame (o brattee) terminanti con una spina pennata e superfici densamente setose (per peli lanosi di tipo aracnoide). All'interno dell'involucro un ricettacolo fa da base ai fiori tubulosi. Dimensioni dell'involucro: larghezza 8 mm; lunghezza 15 mm. Diametro del capolino:  10 – 15 mm.

### Fiore
I fiori del capolino sono tutti tubulosi (il tipo ligulato, presente nella maggioranza delle Asteraceae,  qui è assente), sono inoltre ermafroditi, tetraciclici (a 4 verticilli: calice– corolla – androceo – gineceo) e pentameri (ogni verticillo ha 5 elementi).
- Formula fiorale :

- /x K {\displaystyle \infty }, [C (5), A (5)], G 2 (infero), achenio

- Calice: i sepali del calice sono ridotti al minimo (una coroncina di scaglie).
- Corolla: il colore della corolla è roseo-purpureo; lunghezza dei fiori tubulari: 15 – 18 mm.
- Androceo: gli stami sono 5 ed hanno dei filamenti liberi e papillosi che possiedono la particolarità di compiere dei movimenti per liberare il polline. Le antere sono caudate alla base (hanno una coda corta).
- Gineceo l'ovario è infero; gli stigmi sono glabri (hanno un ciuffo di peli solo all'apice dello stilo che sporge rispetto alla corolla). La superficie stigmatica è posta all'interno degli stigmi.[16]
- Fioritura: da giugno a luglio.

### Frutti

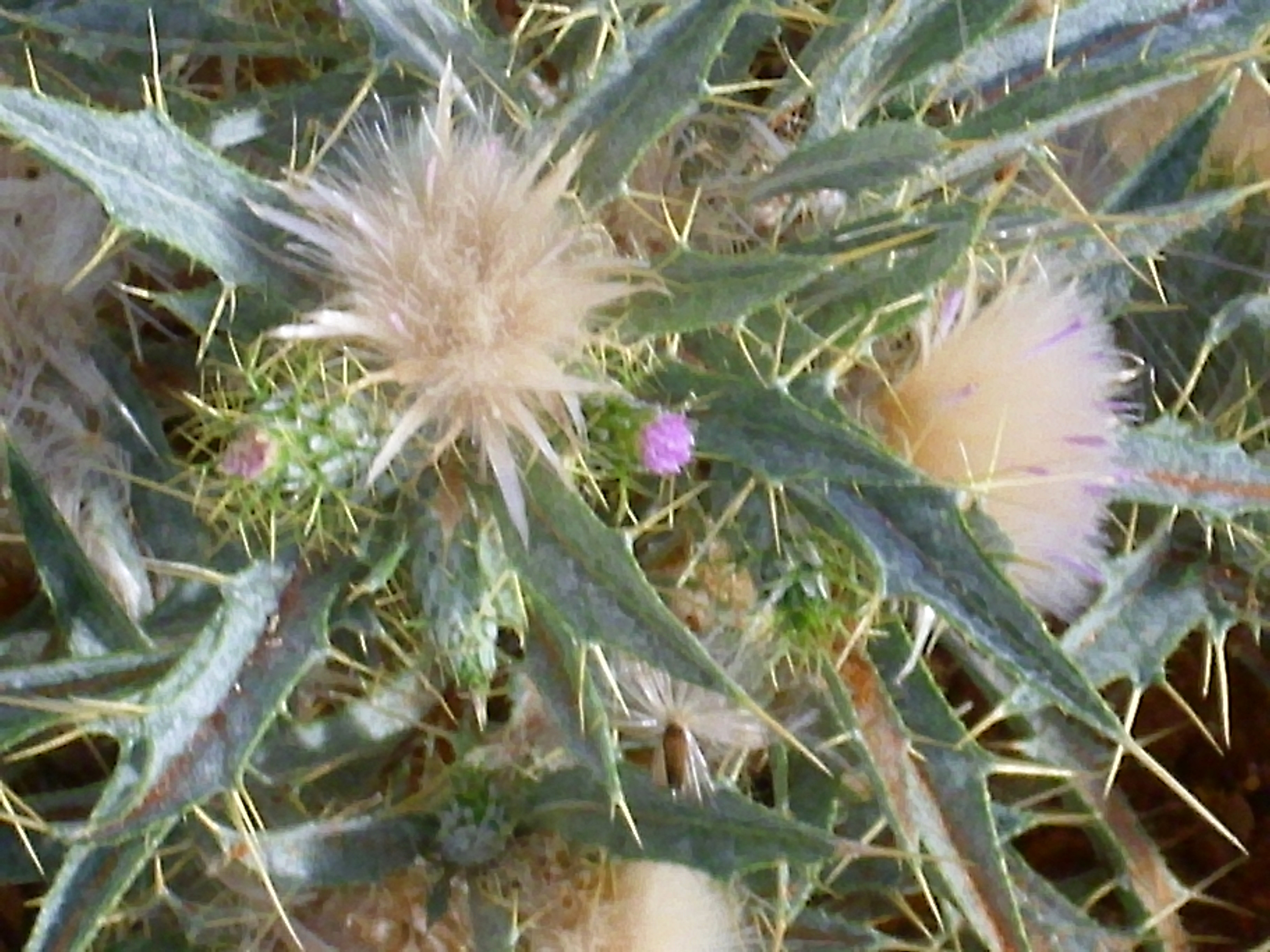
Il pappo

I frutti sono degli acheni con pappo. La forma dell'achenio è ellittico-compressa. All'apice gli acheni sono privi della coroncina (presente in altri generi); è presente invece una protuberanza emisferica. La superficie è liscia, glabra colorata dal marrone al nero con macchie longitudinali più chiare. Il pappo è formato da setole (o peli) piumosi; il colore è bianco o bianco-giallastro. Dimensione dell'achenio: 4 – 6 mm. Lunghezza del pappo: 12 – 15 mm.

## Biologia
- Impollinazione: l'impollinazione avviene tramite insetti (impollinazione entomogama).
- Riproduzione: la fecondazione avviene fondamentalmente tramite l'impollinazione dei fiori (vedi sopra).
- Dispersione: i semi cadendo a terra (dopo essere stati trasportati per alcuni metri dal vento per merito del pappo – disseminazione anemocora) sono successivamente dispersi soprattutto da insetti tipo formiche (disseminazione mirmecoria).

## Distribuzione e habitat

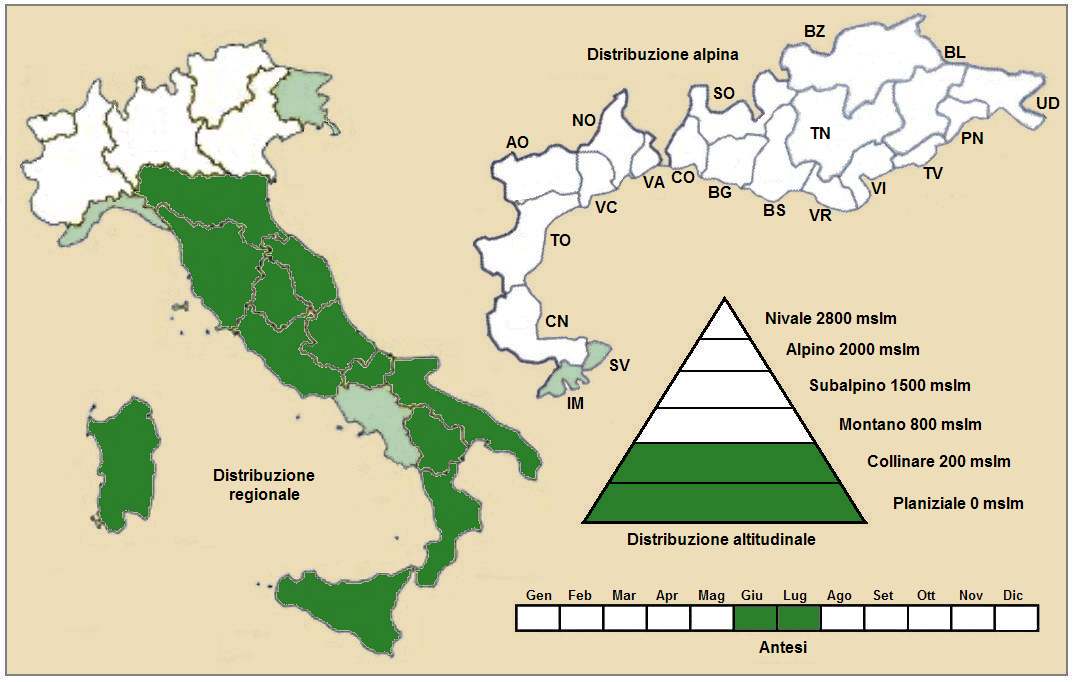
Distribuzione della pianta
(Distribuzione regionale – Distribuzione alpina)

- Geoelemento: il tipo corologico (area di origine) è "Steno Mediterraneo".
- Distribuzione: in Italia questa specie (molto rara) è presente al centro e al sud, ma è considerata rara. Al nord si trova nell'Emilia-Romagna (in Liguria sembra che ultimamente sia scomparsa, mentre nel Friuli-Venezia Giulia è considerata avventizia). Fuori dall'Italia questa pianta si trova nelle Alpi Francesi (dipartimenti di Alpes-de-Haute-Provence, Alpes-Maritimes e Drôme), mentre sugli altri rilievi europei è presente nel Massiccio Centrale, Pirenei e Monti Balcani.[4] In genere è presente nella regione mediterranea: Marocco, Algeria, Tunisia, Anatolia, Siria, Israele e altre aree dell'Asia occidentale e un areale attorno al Mar Caspio fino al Turkmenistan. Alcune presenze nell'Australia del sud sono considerate di tipo naturalizzato.[18][19]
- Habitat: l'habitat tipico per questa specie sono gli incolti, i ruderi e le colture aride; ma anche garighe e macchie basse mediterranee. Il substrato preferito è sia calcareo che siliceo con pH neutro, medi valori nutrizionali del terreno che deve essere arido.
- Distribuzione altitudinale: sui rilievi queste piante si possono trovare fino a 1200 m s.l.m.; frequentano quindi soprattutto il piano vegetazionale collinare (oltre a quello planiziale – a livello del mare).

### Fitosociologia
Dal punto di vista fitosociologico alpino questa specie appartiene alla seguente comunità vegetale:
Formazione: delle comunità terofitiche pioniere nitrofile
Classe: Stellarietea mediae
Per il resto dell'Italia questa specie è associata alla comunità vegetale Onopordetea acanthii.

## Tassonomia
La famiglia di appartenenza di questa voce (Asteraceae o Compositae, nomen conservandum) probabilmente originaria del Sud America, è la più numerosa del mondo vegetale, comprende oltre 23.000 specie distribuite su 1.535 generi, oppure 22.750 specie e 1.530 generi secondo altre fonti (una delle checklist più aggiornata elenca fino a 1.679 generi). La famiglia attualmente (2021) è divisa in 16 sottofamiglie.
La tribù Cardueae a sua volta è suddivisa in 12 sottotribù (la sottotribù Carduinae è una di queste).

### Filogenesi
Il genere di questa voce è inserito nel gruppo tassonomico della sottotribù Carduinae. In precedenza provvisoriamente era inserito nel gruppo tassonomico informale "Carduus-Cirsium Group". La posizione filogenetica di questo genere nell'ambito della sottotribù, è abbastanza "basale" vicina al genere Notobasis. Il genere  Picnomon  è monotipo: l'unica specie è quella di questa voce.

Il basionimo per questa specie è: Cirsium acarna L., 1753, oppure secondo altre fonti Carduus acarna L.

Il numero cromosomico di  P. acarna  è: 2n = 32.
In base ad analisi di tipo filogenetico combinata sul DNA nucleare e sui cloroplasti il genere  Picnomon  risulta inserito nel gruppo interno alla sottotribù denominato "Carduus-Cirsium Group" insieme ai seguenti generi:
- Carduus group:

- Carduus L.
- Cirsium Mill.
- Notobasis Cass.
- Silybum Adansl.
- Tyrimnus Cass.

Questo gruppo, le cui specie sono distribuite soprattutto nella regione mediterranea, è caratterizzato da piante erbacee spinose (raramente senza spine) a ciclo biologico annuale, bienne e perenne. Le foglie sono decorrenti e spesso i fusti sono alati. I capolini sono caratterizzati da fiori omogamici (raramente quelli esterni sono sterili). Il colore delle corolle è generalmente porpora, ma anche giallo o bianco (meno spesso giallo). Le antere hanno delle corte code con filamenti papillosi. I frutti acheni hanno una superficie liscia e sono strettamente ob-ovoidi, ob-lunghi o orbicolati.
In particolare il genere Picnomon è simile al genere Cirsium, ma differisce per alcuni caratteri: le brattee involucrali terminano in una spina piumata. Mentre gli acheni con pappo piumoso lo distingue dal genere Carduus. Dal punto di vista filogenetico il genere di questa voce è più vicino a Cirsium.

### Sinonimi
Questa entità ha avuto nel tempo diverse nomenclature. L'elenco seguente indica alcuni tra i sinonimi più frequenti:
- Carlina acarna (L.) M.Bieb.
- Carthamus canescens Lam.
- Cirsium acarna Moench
- Cirsium pisidium Wettst.
- Cnicus acarna  (L.) L. 
- Picnomon canescens  Bubani, 1899
- Picnomon spinosum  St-Lager, 1880

Sinonimo per il genere:
-  Acarna   Vaill. 

### Specie simili
Questa specie è molto simile alle specie del genere  Carduus . Si distinguono da quest'ultimo genere per le seguenti caratteristiche:
- le squame dell'involucro terminano con una spina pennata;
- il pappo è formato da setole (o peli) piumosi;
- all'apice gli acheni sono senza coroncina; è presente invece una protuberanza emisferica.

## Ecologia
In alcuni paesi come nel Libano questa pianta è considerata infestante delle colture agricole. Una volta stabilitasi in un certo territorio entra in concorrenza soprattutto con altre colture di cereali soffocandole. Anche per il pascolo può presentare dei problemi in quanto le sue spine appuntite allontanano le pecore e altri animali limitando così le zone da pascolo.

## Altre notizie
Il Cirsio acarna in altre lingue viene chiamata nei seguenti modi:
- (DE)  Federdistel
- (FR)  Picnomon acarna
- (EN)  Soldier thistle